# St Mildred, Bread Street

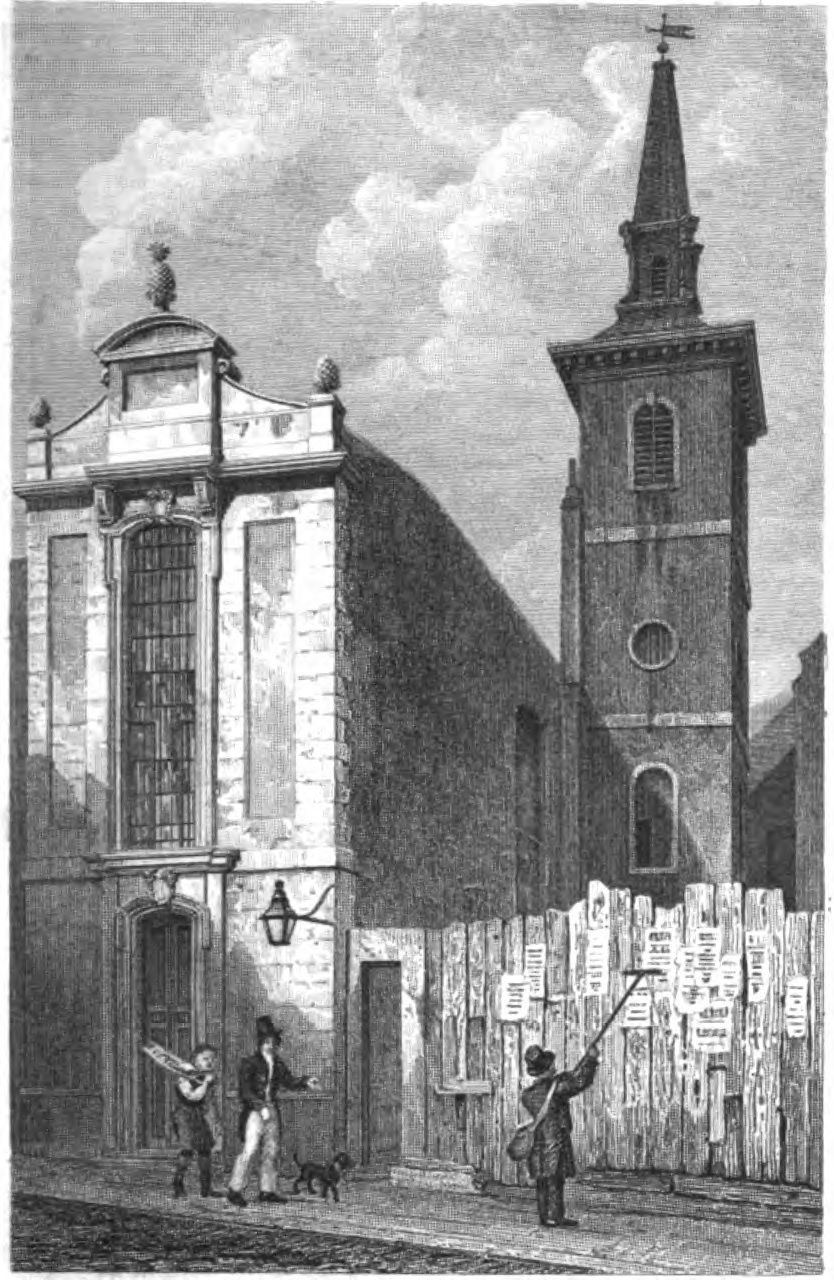
St Mildred Bread Street

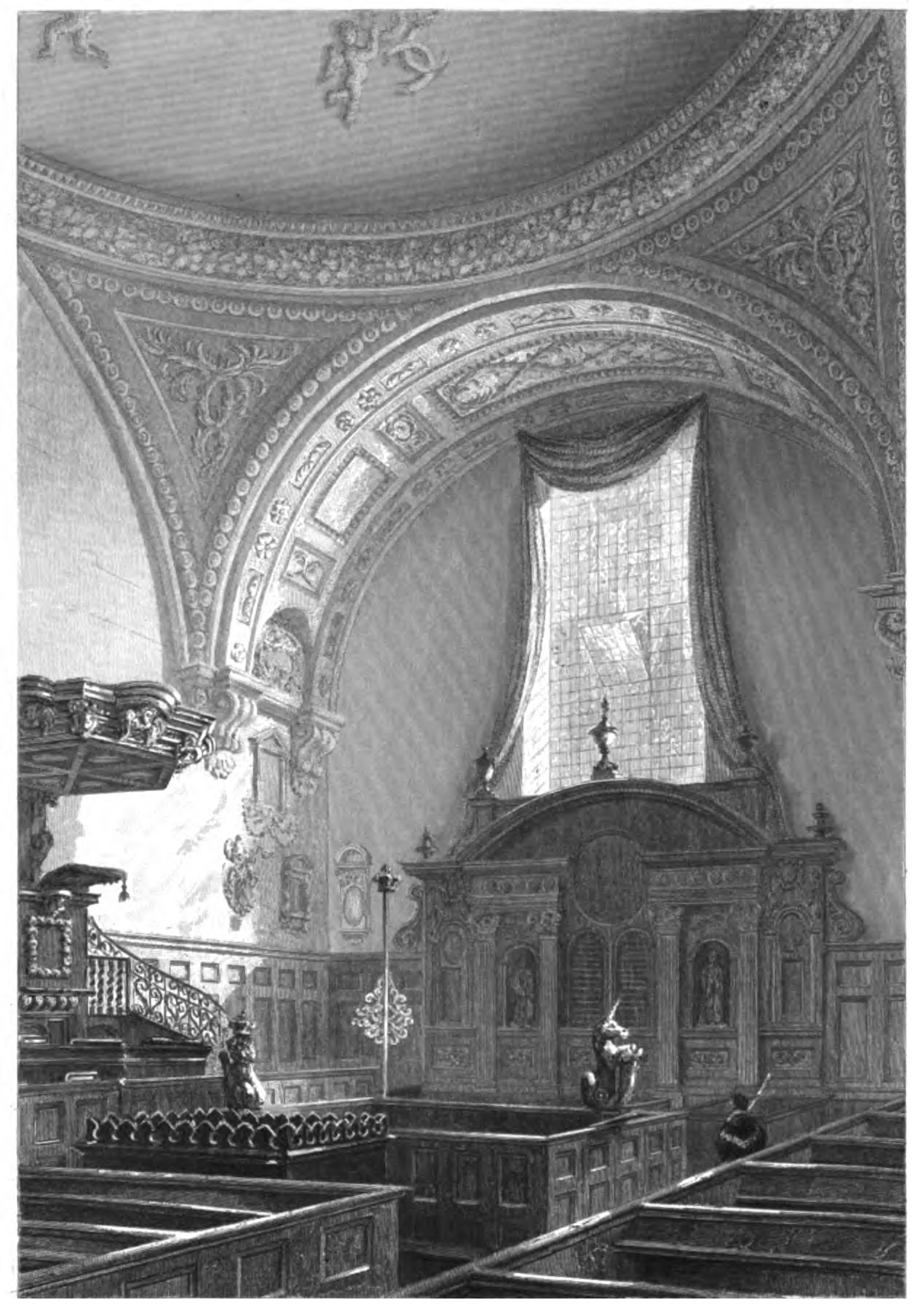
Innenraum

St Mildred war eine anglikanische Kirche, die sich in der Bread Street, dem mittelalterlichen Brotmarkt, im Londoner Innenstadtbezirk City of London befand und 1941 zerstört wurde.

## Geschichte
Eine der angelsächsischen Heiligen Mildred von Minster gewidmete mittelalterliche Kirche, die sich bis zur Auflösung der englischen Klöster 1533 im Patronat der Kathedrale von Southwark befand, ist seit 1252 belegt. Nachdem die Kirche erst 1628 eine umfassende Erneuerung erfahren hatte, wurde sie 1666 beim Großen Brand von London zerstört. Ihr Wiederaufbau erfolgte 1677 bis 1683 durch den Architekten Christopher Wren. Nach seinen Plänen entstand eine einfache Saalkirche, deren Innenraum von einer flachen Segmentkuppel über Pendentifs und Abschnitten von Tonnengewölben über Altarraum und Orgelempore gedeckt war. Der seitlich des Altarraums positionierte Turm war mit einem steilen Obelisken bekrönt, die Portal-Fenster-Achse der in Portland Stone ausgeführten Fassade endete in einem Segmentgiebel, die Seitenteile waren flach gegliedert.
1816 heiratete die englische Schriftstellerin Mary Shelley in der Kirche.
Die Kirche wurde 1940 durch einen deutschen Luftangriff, infolge der Luftschlacht um England zerstört und nachfolgend abgebrochen, ihre Gemeinde mit der von St Mary-le-Bow vereinigt.